# كينيث ستوفر
كينيث ستوفر (بالإنجليزية: Kenny Stover)‏ هو كاتب أغاني ومغن مؤلف وملحن أمريكي، ولد في 21 أغسطس 1948، وتوفي في ديسمبر 2010.

## وصلات خارجية
- كينيث ستوفر على موقع IMDb (الإنجليزية)
- كينيث ستوفر على موقع ميوزك برينز (الإنجليزية)
- كينيث ستوفر على موقع أول ميوزيك (الإنجليزية)
- كينيث ستوفر على موقع أول ميوزيك (الإنجليزية)
- كينيث ستوفر على موقع ديسكوغز (الإنجليزية)